# Bridget Regan

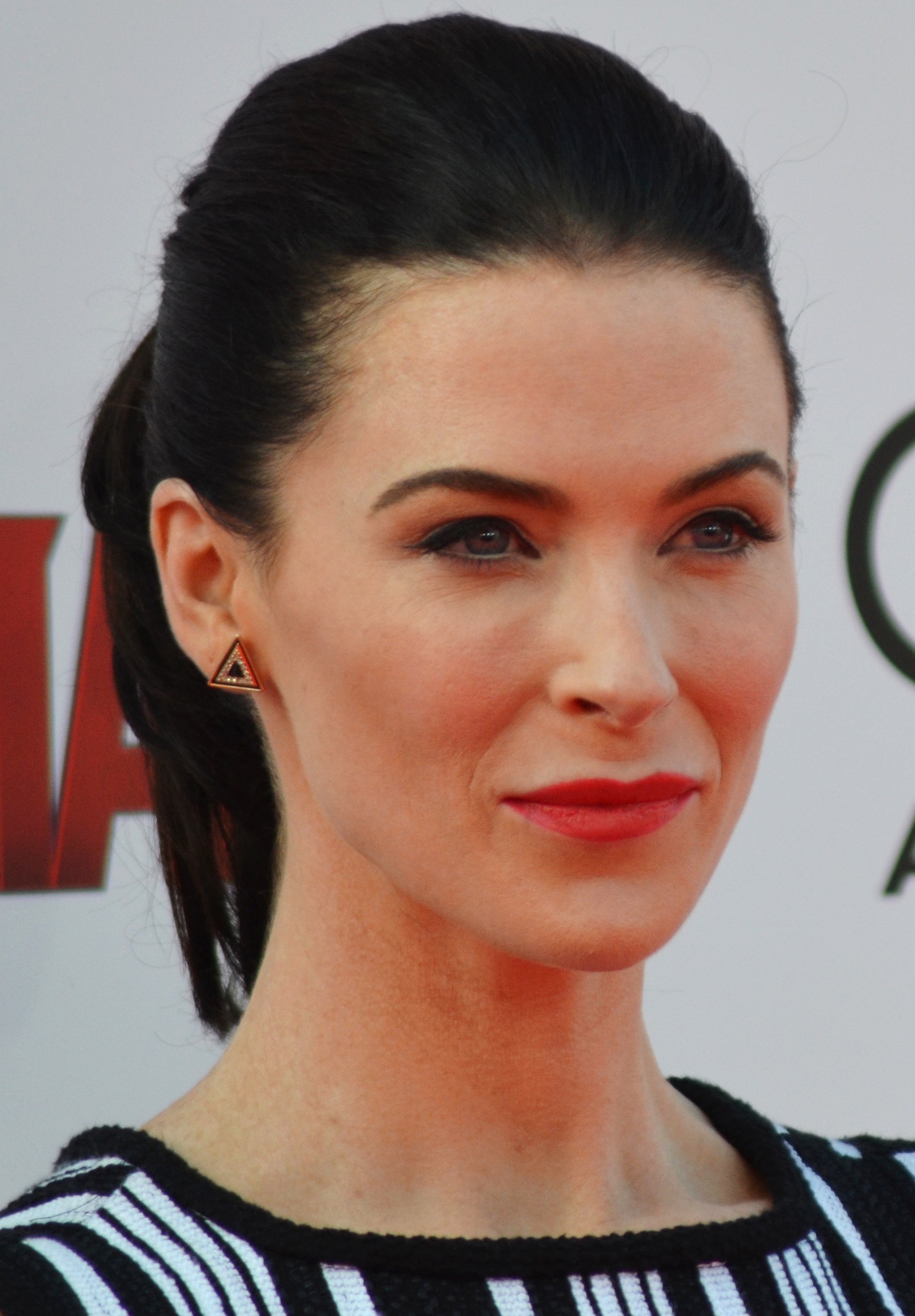
Bridget Regan na premiere mundial da série Agent Carter em Hollywood. (2014)

Bridget Catherine Regan (3 de fevereiro de 1982) é uma atriz de televisão, teatro e filmes americanos. É mais conhecida pelo seu papel como Kahlan Amnell na série Legend Of The Seeker.

## Biografia
Nascida em San Diego, Califórnia. Após se formar na Escola de Artes da Carolina do Norte, mudou-se para Nova Iorque, para seguir sua carreira de atriz. Ela começou atuando na Broadway, atuou no filme Sex and The City e nas séries Law & Order e Marvel's Agent Carter.

## Filmografia
| Séries | Séries                       | Séries                      | Séries                              |
| Ano    | Título                       | Papel                       | Notas                               |
| ------ | ---------------------------- | --------------------------- | ----------------------------------- |
| 2019   | Batwoman                     | Hera Venenosa               | 3º temporada                        |
| 2018   | Jonh Wick                    | Addy                        |                                     |
| 2016   | The Last Ship                | Sasha Cooper                |                                     |
| 2014   | Jane The Virgin              | Rose Solano/ Sin Rostro     |                                     |
| 2014   | Marvel's Agent Carter        | Dottie Underwood            |                                     |
| 2013   | Grey's Anatomy               | Megan Hunt                  | Participação especial 13ª temporada |
| 2013   | White Collar                 | Rebecca Lowe/ Rachel Turner | 5ª Temporada                        |
| 2012   | Beauty and the beast         | Alex Salter                 | 1ª Temporada                        |
| 2010   | Legend Of the Seeker         | Kahlan Amnell               |                                     |
| 2008   | New Amsterdam                | Daphne Tucker               |                                     |
| 2007   | The Black Donnellys          | Trish Hughes                |                                     |
| 2007   | Six Degress                  | Whitney                     |                                     |
| 2007   | American Experience          | Angelica Shippen            |                                     |
| 2007   | Law & Order: Criminal Intent | Claudia Shankly             |                                     |
| 2006   | Love Monkey                  | Woman                       |                                     |

| Filmes | Filmes                     | Filmes         | Filmes |
| ------ | -------------------------- | -------------- | ------ |
| Ano    | Título                     | Papel          | Notas  |
| 2017   | Uma viagem de natal        | Emory Blake    |        |
| 2015   | Classe Ociosa              | Fiona          |        |
| 2009   | The Best and the Brightest | Robin          |        |
| 2008   | Sex and the City           | Hostess        |        |
| 2007   | The Babysistters           | Tina Tuchman   |        |
| 2007   | Supreme Courtships         | Holly Sturgess |        |
| 2006   | Blinders                   | Vivian         |        |
| 2006   | The Wedding Album          | Kate           |        |